# Metamorphosiz:The End Remixes Vol.1
Metamorphosiz:The End Remixes Vol.1 е първият ремикс албум на канадската рок и нео метъл християнска група Thousand Foot Krutch, издаден на 4 декември 2012 г.

## Песни
1. War Of Change (Andy Hunter° Remix) 5:18
2. Light Up The Sky (Solomon Olds Remix) 3:23
3. Let The Sparks Fly (The Robbie Bronnimann Mix) 5:23
4. We Are (Karmageddon Remix) 5:04
5. I Get Wicked (Andy Hunter° Trip Mix) 4:23

## Членове на групата
- Тревър Макневън – вокал
- Стив Августин – барабан
- Джоел Брюйер – соло Китара